# Sigve Lie
Sigve Lie (1º aprile 1906 – Oslo, 18 marzo 1958) è stato un velista norvegese.

## Palmarès

### Olimpiadi
- 2 medaglie:
  - 2 ori (Londra 1948 nella classe Dragon; Helsinki 1952 nella classe Dragon)